# Carlota Amália de Hesse-Wanfried
Carlota Amália de Hesse-Wanfried-Eschwege (em alemão:  Charlotte Amalie, em húngaro:  Sarolta Amália; Kassel, 8 de março de 1679 — Paris, 18 de fevereiro de 1722) foi uma princesa alemã por nascimento. Ela foi princesa consorte da Transilvânia pelo seu casamento com Francisco II Rákóczi, considerado um herói nacional da Hungria graças à Guerra de Independência de Rákóczi contra o governo da Casa de Habsburgo.

## Família
Carlota Amália foi a filha primogênita do conde Carlos de Hesse-Wanfried, e de sua segunda esposa, Alexandrina Juliana de Leiningen-Dagsburgo.
Os seus avós paternos eram o conde Ernesto de Hesse-Rheinfels e Maria Leonor de Solms-Lich. Os seus avós maternos eram o conde Henrique XIII de Leiningen-Dagsburgo e Doroteia de Waldeck.
Ela teve dez irmãos mais novos, entre eles: Cristina Francisca Polixena, esposa de Dominique Marquard, Príncipe de Löwenstein-Wertheim-Rochefort, o conde Cristiano de Hesse-Wanfired-Rheinfels, Juliana Isabel Ana Luísa, esposa do conde Cristiano Otão de Limburgo-Styrum, Leonor Bernardina, esposa do conde Hermano Frederico de Bentheim-Bentheim, etc.
Ela também teve cinco meio-irmãos mais velhos resultantes do primeiro casamento do pai com Sofia Madalena de Salm-Reifferscheid, entre eles o conde Guilherme II de Hesse-Wanfried-Rheinfels, marido da condessa palatina Ernestina de Sulzbach. 

## Biografia
Aos 16 anos de idade, a princesa de casou com o príncipe Francisco II Rákóczi, na Catedral de Colônia, com a cerimônia realizada pelo arcebispo de Colônia, José Clemente de Baviera, na data de 25 de setembro de 1694. Ele era filho do príncipe da Transilvânia Francisco I Rákóczi e de Helena Zrínyi. A escolha do cônjuge foi contra a vontade vontade da família imperial. O marido da princesa era membro de uma das famílias nobres húngaras mais ricas e importantes, e era quase três anos mais velho que ela. Depois de se casar, o casal estabeleceu-se na Hungria, em dezembro de 1694. Seu marido também era conde de Sáros desde 25 de maio de 1694, um condado parte da Hungria. 
O casal teve quatro filhos. Porém, as dificuldades da guerra e a longa separação do marido fizeram com que o seu casamento com o magnata mais rico da Hungria se desfizesse. Em 16 de novembro de 1706 ela deu à luz – de um relacionamento ilegítimo – uma filha chamada Carlota (que tinha o sobrenome do marido da mãe), que morreu em dezembro de 1706.  

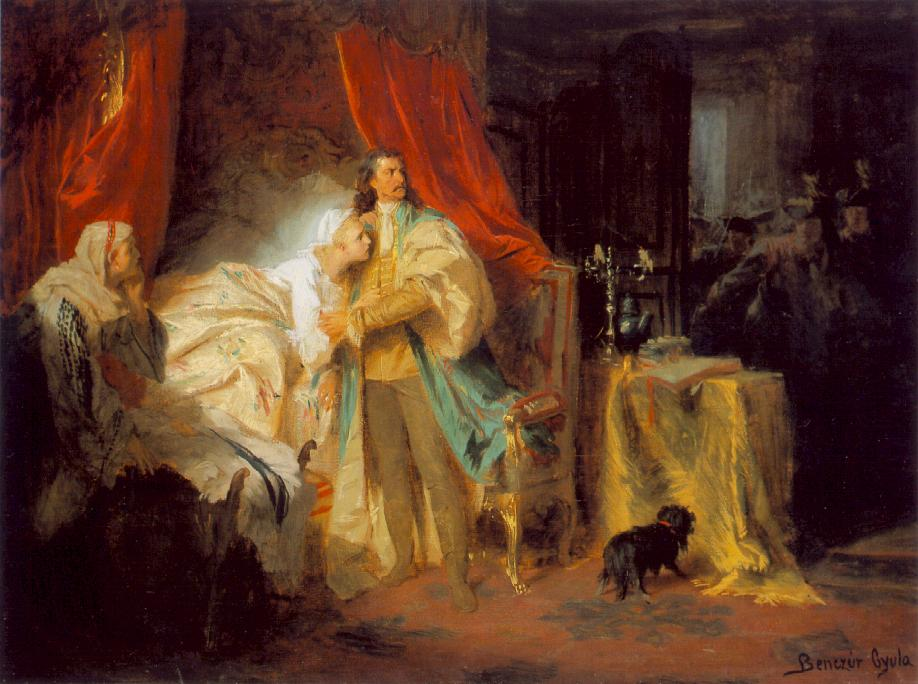
Francisco e Carlota Amália antes da prisão dele em 1701. Pintura de 1869 feita por Gyula Benczúr, hoje parte da coleção da Galeria Nacional da Hungria.

Na época do nascimento de seu filho mais novo, Francisco estava em uma prisão vienense, preso por causa de sua traição ao se aliar ao rei Luís XIV de França, devido a revolta que ele e os outros nobres húngaros planejaram em 1701. A revolta foi descoberta quando um mensageiro de Rákóczi, o oficial belga François de Longueval, que deveria entregar cartas dos insurgentes ao rei francês, aliado de Rákóczi, traiu o príncipe ao imperador. Francisco II foi preso em seu castelo em Veľký Šariš (hoje parte da Eslováquia), na data de 18 de abril de 1701. Ele não fugiu porque não queria deixar Carlota Amália, que estava doente, sozinha. O príncipe foi levado para a mesma prisão em Wiener Neustadt onde o seu avô, Pedro Zrínyi, já aguardava execução. Através da determinação e ajuda de Carlota Amália, Francisco conseguiu escapar para Varsóvia, na atual Polônia. Ela conseguiu subornar o comandante da prisão de Wiener Neustadt, Gottfried von Lehnsfeld, com uma grande soma de dinheiro (supostamente uma quantia de 20.000 florins). Assim, em 24 de novembro de 1701, disfarçado em um uniforme de dragão (um tipo de soldado militar), o príncipe conseguiu escapar. Quando seu papel na fuga do marido foi revelado, a princesa foi presa. Os dois filhos sobreviventes foram separados da mãe, e criados na corte vienense por ordem do imperador. 

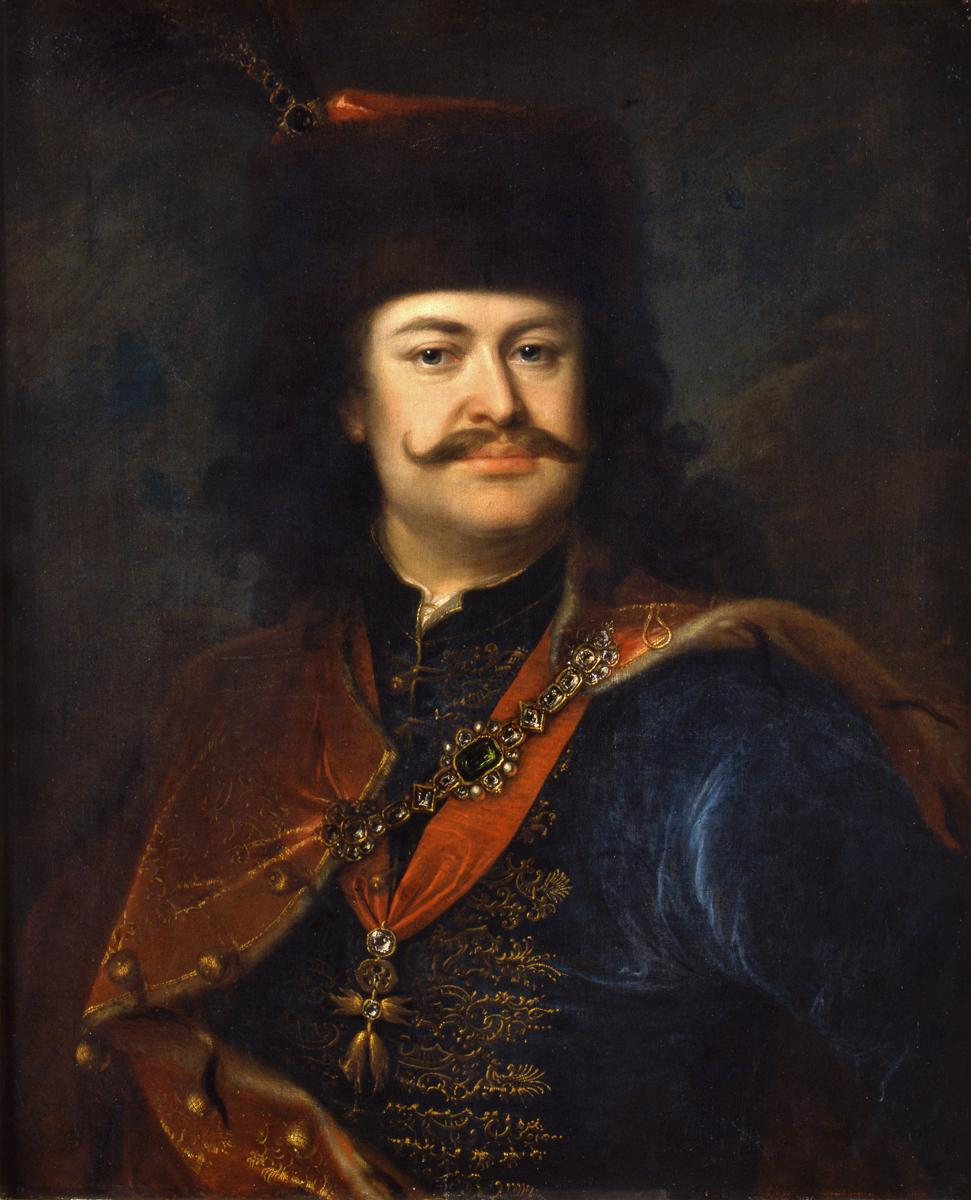
Retrato de 1712 de Francisco II Rákóczi por Ádám Mányoki.

Aproveitando a guerra de independência de Rákóczi, no início de 1707, Carlota Amáia escapou da custódia austríaca para Gdansk e depois fugiu para Varsóvia. Mais tarde, porém, ela logo se mudou para Praga, mas acabou se estabelecendo em Iaroslavl, na Rússia. Devido à falta de fundos permanentes, a princesa cobriu as suas despesas com a pensão vitalícia de 16 anos que recebeu do marido. Ao mesmo tempo, o príncipe tentou conter os gastos excessivos e a generosidade de sua esposa. Em fevereiro de 1711, o casal se reencontrou após um longo período de separação. Naquela época, o relacionamento de Francisco com sua amante, Sienawska, era geralmente conhecido e não era segredo para Carlota. 
Em 15 de maio de 1711, eles se viram pela última vez e, além da correspondência pouco frequente, o relacionamento foi finalmente rompido. Após o fracasso das aspirações e planos de Rákóczi, os conceitos de independência finalmente ruíram, e o príncipe pôde permitir-se um estilo de vida luxuoso na corte francesa e se beneficiar da hospitalidade do rei de França, que comprou uma propriedade para o casal em Iaroslavl. 
Em 1721, a princesa chegou a Paris em 8 de outubro, enquanto seu marido estava exilado na Turquia há três anos, para nunca mais voltar. O destino de Carlota foi compartilhado por Isabel Carlota de Orleães, duquesa de Lorena, que afirmou que Carlota Amália estava frequentemente doente, obesa e oprimida pela mudança do destino de sua vida. Em 10 de dezembro de 1722, foi morar com as freiras beneditinas em Chasse-Midi, em Paris. Segundo o diário da duquesa de Lorena, Carlota Amália, naquela época, tinha um amante, o conde Schlieben, um aristocrata alemão. 
A princesa morreu inesperadamente em 8 de fevereiro de 1722. Sua morte foi supostamente causada por inflamação grave causada por gangrena dentária. Quatro dias depois, ela foi sepultada no jardim do mosteiro. Em 1792, durante a Revolução Francesa, o mosteiro foi fechado, e, em 1804 o cemitério adjacente foi fechado. A área do mosteiro e cemitério foi posteriormente vendida, e os edifícios e sepulturas da área foram destruídos. 

## Descendência
- Leopoldo Jorge Rákóczi (28 de maio de 1696 – 1699).
- José Rákóczi (17 de agosto de 1700 – 10 de novembro de 1738), príncipe de Mukachevo. Não se casou, mas fruto de um relacionamento com a francesa Marie de Contaciéra, teve uma filha, Maria Isabel, que morreu em 1780 como freira em um convento de Paris.
- Jorge Rákóczi (8 de agosto de 1701 – 22 de junho de 1756), conde de Makovica, que morreu exilado na França. Da segunda esposa, Margarida Susana Pinthereau de Bois, ele teve um filho, Jorge, que não teve descendência.
- Carlota Rákóczi (16 de novembro de 1706 – dezembro de 1706), filha ilegítima.

## Galeria

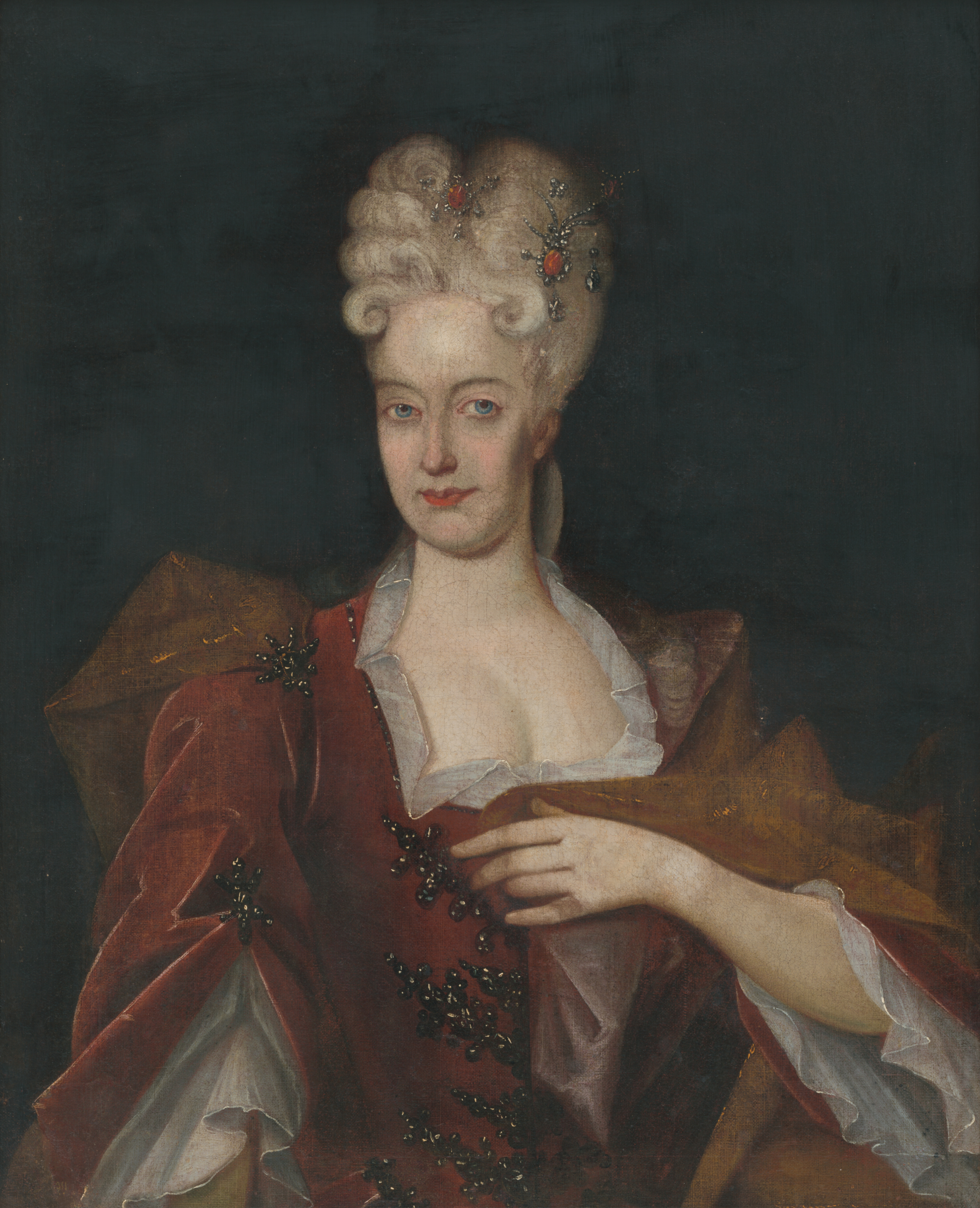
Retrato do século XVIII de autoria desconhecida, parte da coleção da East Slovak Gallery, da Eslováquia.
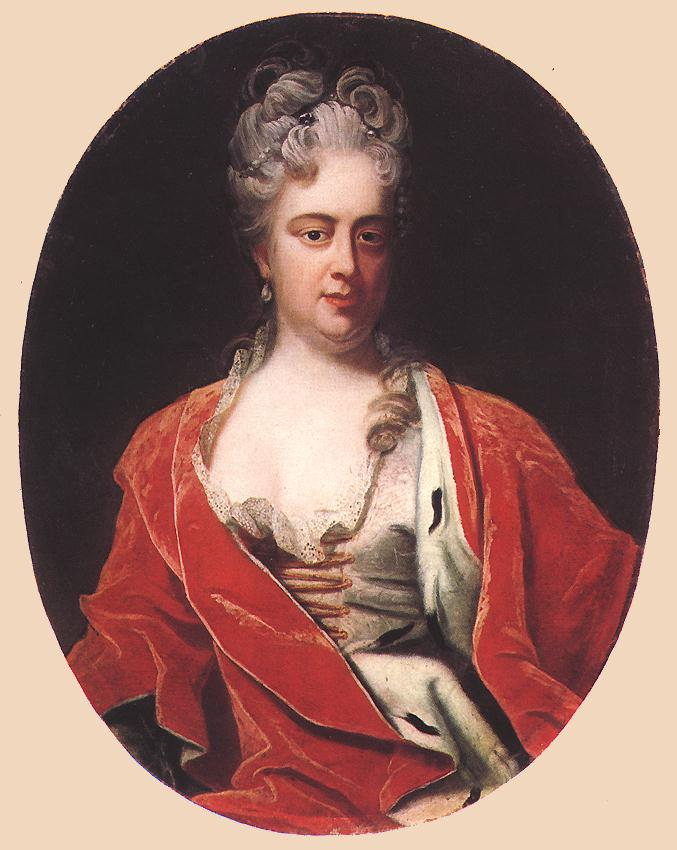
Retrato de 1704 por David Ritcher, o Velho, presente no Museu Nacional da Hungria.
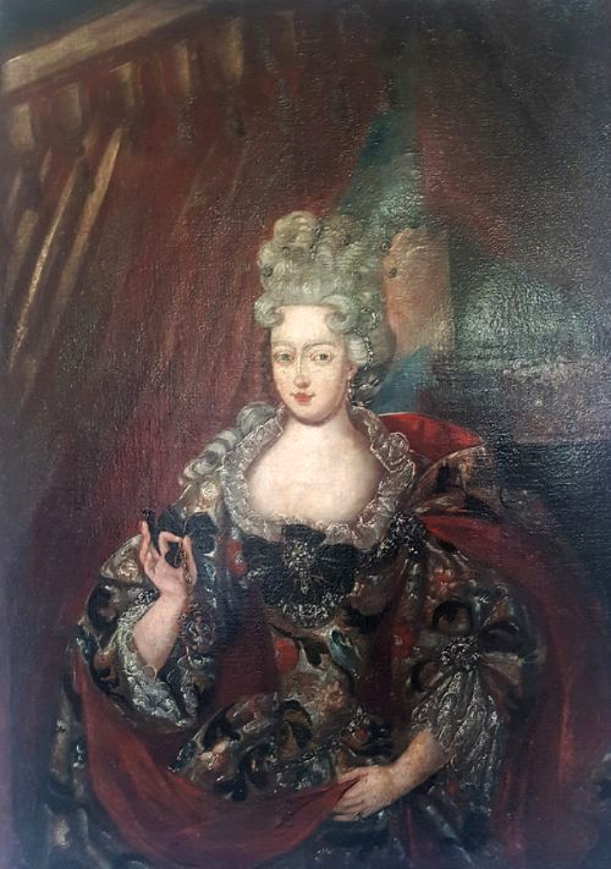
A princesa por volta de 1705, por artista desconhecido.
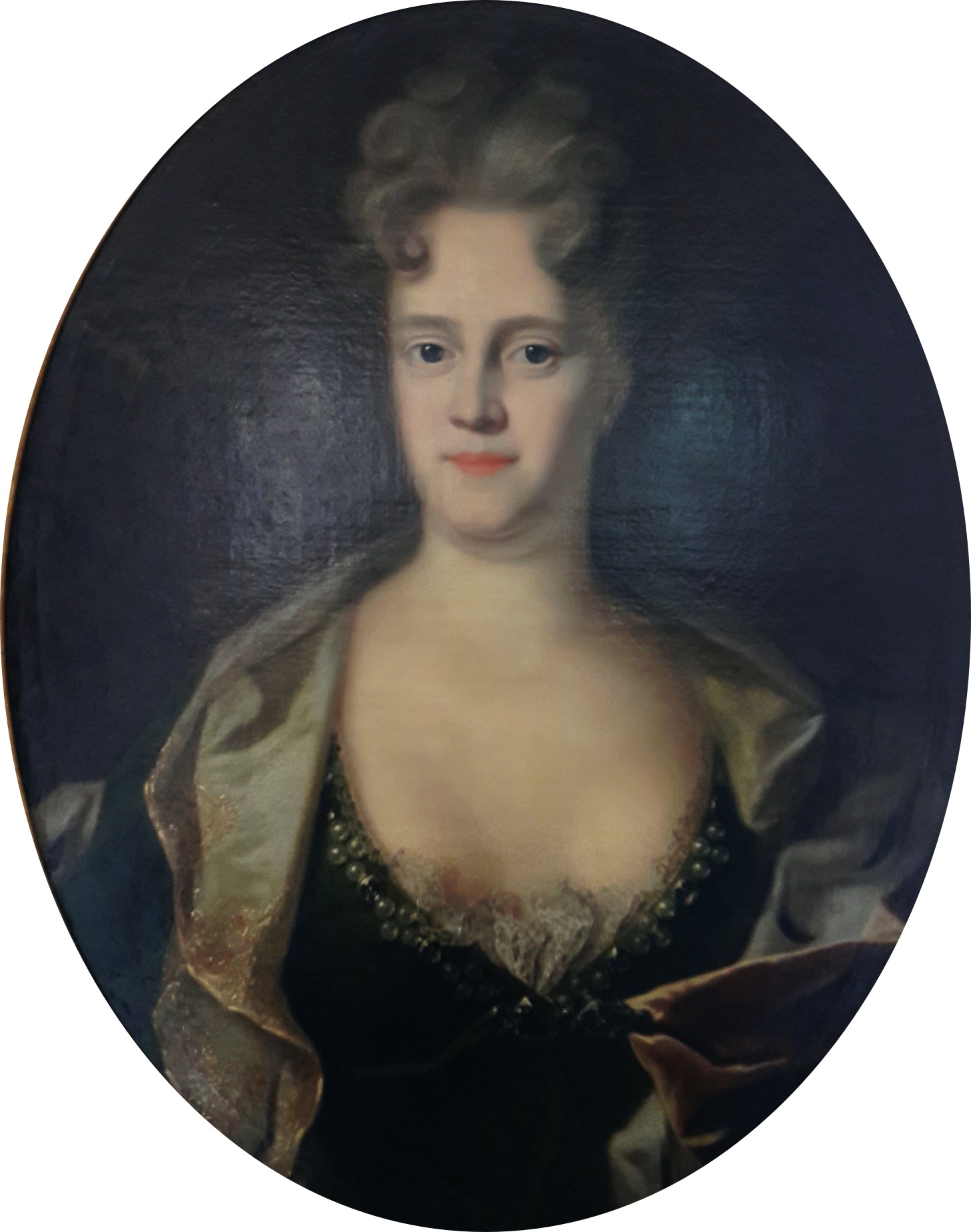
Retrato da princesa na década de 1710 feito por Ádám Mányoki, parte da coleção do museu em Toruń.
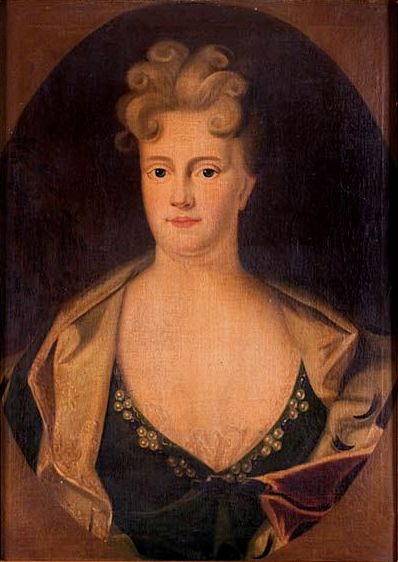
Pintura por artista desconhecido.